# Kaspersky Internet Security
Kaspersky Internet Security (KIS) — линейка программных продуктов, разработанная компанией «Лаборатория Касперского» на базе «Антивируса Касперского» для комплексной защиты домашних персональных компьютеров и мобильных устройств в реальном времени от известных и новых угроз.

## Функциональность программы
В продукте реализованы следующие основные функции:
- гибридная антивирусная защита в реальном времени, которая сочетает в себе возможности:
  - традиционных сигнатурных технологий;
  - современных технологий (проактивные эвристические методы);
  - облачных технологий;
- защита от эксплойтов для предотвращения использования уязвимостей на компьютере;
- функция отката, позволяющая устранить последствия деятельности вредоносных программ;
- средства от интернет-мошенничества (в частности, фишинга и кейлоггеров) для повышения степени защиты личных данных и другой ценной информации;
- защита данных при выполнении финансовых операций в интернете:
  - пользовании системами онлайн-банкинга;
  - пользовании платежными системами (в частности, PayPal, Яндекс. Деньги и другие);
  - совершении покупок в интернете;
- защита от сетевых хакерских атак;
- контроль изменений (сообщает о готовящихся изменениях параметров браузера, в том числе вызванных установкой рекламных программ, панелей инструментов);
- защита от сбора данных (запрещает сайтам отслеживать сценарии пользования интернетом и собирать личные данные);
- контроль интернет-трафика (помогает оптимизировать расходы при подключении к интернету через Wi-Fi, 3G и 4G);
- защита от программ-шифровальщиков;
- проверка безопасности публичных сетей Wi-Fi (помогает защитить от кражи данных через незащищенные сети);
- защита от несанкционированного подключения к веб-камере;
- поиск уязвимостей в программах;
- режим Безопасных программ (разрешает запуск только доверенных приложений и ограничивает работу всех подозрительных программ);
- обеспечение актуальной информацией о репутации программ и веб-сайтов;
- блокирование нежелательного контента (в частности, рекламных баннеров и спам-рассылок);
- управление доступом детей к веб-сайтам и программам, а также контроль их общения в социальных сетях, ICQ и так далее;
- средства для восстановления системы в случае заражения, на основе Live CD.

## Состав компонентов защиты
Защита компьютера в реальном времени обеспечивается следующими компонентами защиты:
1. Файловый Антивирус
2. Контроль программ
3. Защита от сетевых атак
4. IM-антивирус
5. Почтовый антивирус
6. Доступ к веб-камере
7. Защита от сбора данных
8. Веб-антивирус
9. Сетевой экран
10. Мониторинг активности
11. Контроль изменений в операционной системе
12. Анти-спам
13. Анти-баннер
14. Безопасные платежи
15. Виртуальная клавиатура
16. Безопасный ввод данных
17. Родительский контроль
18. Защита веб-камеры
19. Проверка безопасности Wi-Fi
20. Мониторинг сети
21. Обновление программ
22. Удаление программ
23. Безопасное соединение (Kaspersky Secure Connection)
24. Kaspersky Security Network
25. Режим безопасных программ

## Контроль программ
Компонент «Контроль программ» в 64-разрядной системе контролирует следующие функции:
- Доступ к другим процессам
  - Управление процессами
    - Запуск других процессов
    - Остановка других процессов
    - Приостановка других процессов
- Внедрение в другие процессы
  - Внедрение кода
  - Чтение памяти других процессов
  - Копирование внутренних описателей процесса
  - Изменение памяти других процессов

- Изменение операционной системы
  - Доступ к объектам операционной системы
    - Низкоуровневый доступ к диску
    - Низкоуровневый доступ к файловой системе
    - Сохранение веток реестра в файл

- Подозрительные изменения в операционной системе
  - Создание скрытых ключей реестра
  - Создание жесткой ссылки на файл
  - Завершение работы Microsoft Windows
  - Доступ к веб-камере
  - Доступ к устройствам записи звука

- Изменение прав
  - Изменение прав на объекты

- Скрытый доступ к сети
  - Использование командной строки браузера

- KLDriver
- Запуск

## Статус поддержки программы
| Статус                           | Версия                                               | Описание статуса поддержки | Описание статуса поддержки                                     | Описание статуса поддержки              |
| Статус                           | Версия                                               | Выпуск обновлений баз      | Оказание технической поддержки (по телефону / через веб-форму) | Выпуск пакетов обновлений для программы |
| -------------------------------- | ---------------------------------------------------- | -------------------------- | -------------------------------------------------------------- | --------------------------------------- |
| Поддерживается                   | 2020, 2021                                           | Да                         | Да                                                             | Да                                      |
| Поддерживается без сопровождения | 2019                                                 | Да                         | Да                                                             | Нет                                     |
| Поддержка версии прекращена      | 2015, 2016, 2017, 2018                               | Да                         | Нет                                                            | Нет                                     |
| Жизненный цикл версии окончен    | 6.0, 7.0, 2009, 2010 CF2, 2011 СF2, 2012, 2013, 2014 | Нет                        | Нет                                                            | Нет                                     |

## Независимые тесты и оценки
AV-Comparatives: За последние 20 лет решения Касперского неоднократно получали высшие оценки в тестах. В 2023 году Kaspersky Standard получил награду «Продукт года».
AV-TEST: С начала своего участия в тестах AV-TEST в 2011 году Kaspersky Internet Security регулярно занимает высшие позиции. В 2023 году он получил максимальные 6 баллов за защиту, производительность и удобство использования в нескольких раундах тестирования.
SE Labs: Kaspersky Internet Security регулярно получает оценку «ААА» за точность обнаружения угроз и минимальное количество ложных срабатываний.
Методики AV-Test, AV-Comparatives и SE Labs сертифицированы консорциумом Anti-Malware Testing Standards Organization (AMTSO).

## Награды
- 9 августа 2007 года в прессе появилась информация о том, что антивирус Kaspersky Internet Security 6.0 вошёл в десятку компьютерных программ, пользующихся наибольшим спросом в магазине Amazon.com[9];
- В марте 2009 года крупнейший датский новостной портал по IT-тематике Tweakup.dk протестировал Kaspersky Internet Security 2009 и присвоил решению рейтинг в 9,5 пунктов из 10 возможных[10];
- В апреле 2009 года Kaspersky Internet Security 2009 получил премию «Золотой Компьютер» журнала ComputerBild. Решение стало победителем в номинации Soft и обладателем главного приза как продукт, получивший абсолютное число голосов в свою поддержку.
- В апреле 2009 года по итогам сравнительного исследования, проведённого журналом «Мир ПК», Kaspersky Internet Security 2009 получил награду «Выбор редакции»;
- В апреле 2009 года в рамках сравнительного тестирования, проведённого независимой китайской тестовой лабораторией PC Security Labs, продукт Kaspersky Internet Security 2009 набрал 99,5 баллов из 100 возможных и получил максимальную оценку в пять звезд;
- Platinum Self-Protection Award (сентябрь 2010, февраль 2011) от Anti-Malware.ru[11][12];
- Gold Personal IDS/IPS Award (июнь 2011 года)[13];
- По результатами Proactive Security Challenge Kaspersky Internet Security 2012 12.0.0.374 занял седьмое место с результатом 93 % и оценкой Excellent (Отлично). Рекомендован к применению[14];
- Gold Parental Control Award (декабрь 2012 года) от Anti-Malware.ru[15];
- AV-Comparatives — «Тестирование защиты от фишинга» (август 2013 года) — высший уровень защиты.;
- Согласно данным исследования, проведенного экспертами Роскачества совместно со специалистами Международной ассамблеи организаций потребительских испытаний (ICRT) в 2018 году, антивирус Kaspersky Internet Security получил 3,872 балла из возможных пяти и занял второе место в общем рейтинге антивирусов[16].

## «Пасхальное яйцо»
Если в титрах, идущих в окне «О программе» версий, начиная с 7.0, щёлкнуть мышью по имени Евгения Касперского, появляется фото, где он показывает «Превед!». Стойка Евгения Касперского повторяет стойку медведя из русской редакции картины «Bear Surprise» Джона Лури.